# Myrkgrav
Myrkgrav es un grupo noruego de folk metal formado por Lars Jensen, su principal componente, ya que se ocupa de la mayoría de los instrumentos. Su música combina una base black metal con historias y elementos folclóricos noruegos.

## Miembros

### Formación actual
- Lars Jensen - vocal, guitarra, bajo, teclados

### Miembros de apoyo
- Benita Eriksdatter - vocal
- Sindre Nedland - vocal de apoyo
- Espen Hammer - bajo
- Keneth Mellum - batería

## Discografía

### Álbumes de estudio
- 2006: "Trollskau, Skrømt og Kølabrenning" (DGF Records)
- 2016: "Takk og farvel; tida er blitt ei annen" (Pest Productions)

### EPs
- 2013: "Sjuguttmyra"

### Recopilaciones
- 2004: "Fra Fjellheimen Kaller..." (Demo)